# 卢瓦河畔蒙图瓦尔
卢瓦河畔蒙图瓦尔（法語：Montoire-sur-le-Loir，法語發音：[mɔ̃twaʁ syʁ lə lwaʁ]）是法国卢瓦-谢尔省的一个市镇，位于该省西北部，属于旺多姆区。1940年法国在第二次世界大战中战败，10月24日，法国领导人贝当与纳粹德国领导人希特勒在此地会面。

## 地理
卢瓦河畔蒙图瓦尔（47°45'15"N, 0°51'49"E）面积21.02 平方千米，位于法国中央-卢瓦尔河谷大区卢瓦-谢尔省，卢瓦河自东向西流经境内。
与卢瓦河畔蒙图瓦尔接壤的市镇（或旧市镇、城区）包括：方丹莱科托、拉瓦尔丹、吕奈、莱罗什莱韦克、圣雅克德盖雷、圣马丹德布瓦、圣里迈、特罗、维拉瓦尔。
卢瓦河畔蒙图瓦尔的时区为UTC+01:00、UTC+02:00（夏令时）。

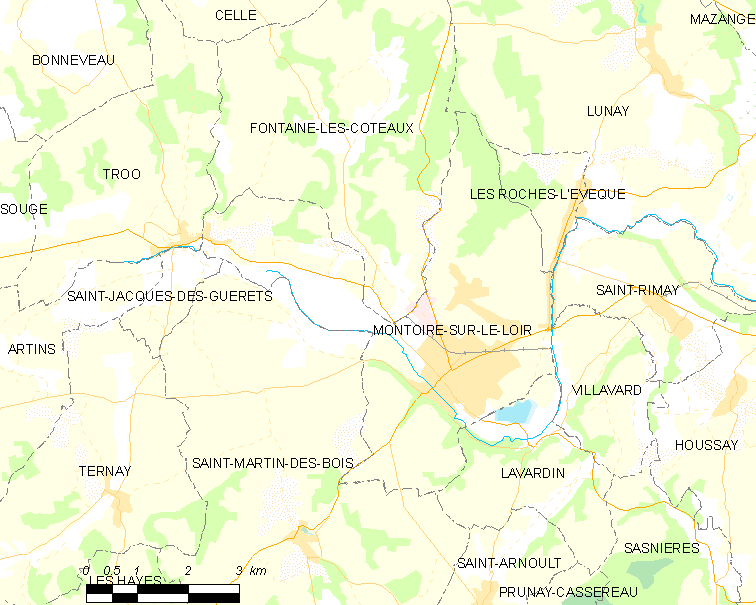
卢瓦河畔蒙图瓦尔的OSM定位图

## 行政
卢瓦河畔蒙图瓦尔的邮政编码为41800，INSEE市镇编码为41149。

## 政治
卢瓦河畔蒙图瓦尔所属的省级选区为卢瓦河畔蒙图瓦尔县。

## 交通
卢瓦-谢尔省省道D9线、D10线、D108线和D917线等经过境内。连接卢瓦堡和旺多姆之间的铁路经过蒙图瓦尔并设站，但现已关闭。

## 人口

1962-2008年间卢瓦河畔蒙图瓦尔人口变化图示

卢瓦河畔蒙图瓦尔于2022年1月1日时的人口数量为3678人。

## 图集

Montoire-sur-le-Loir
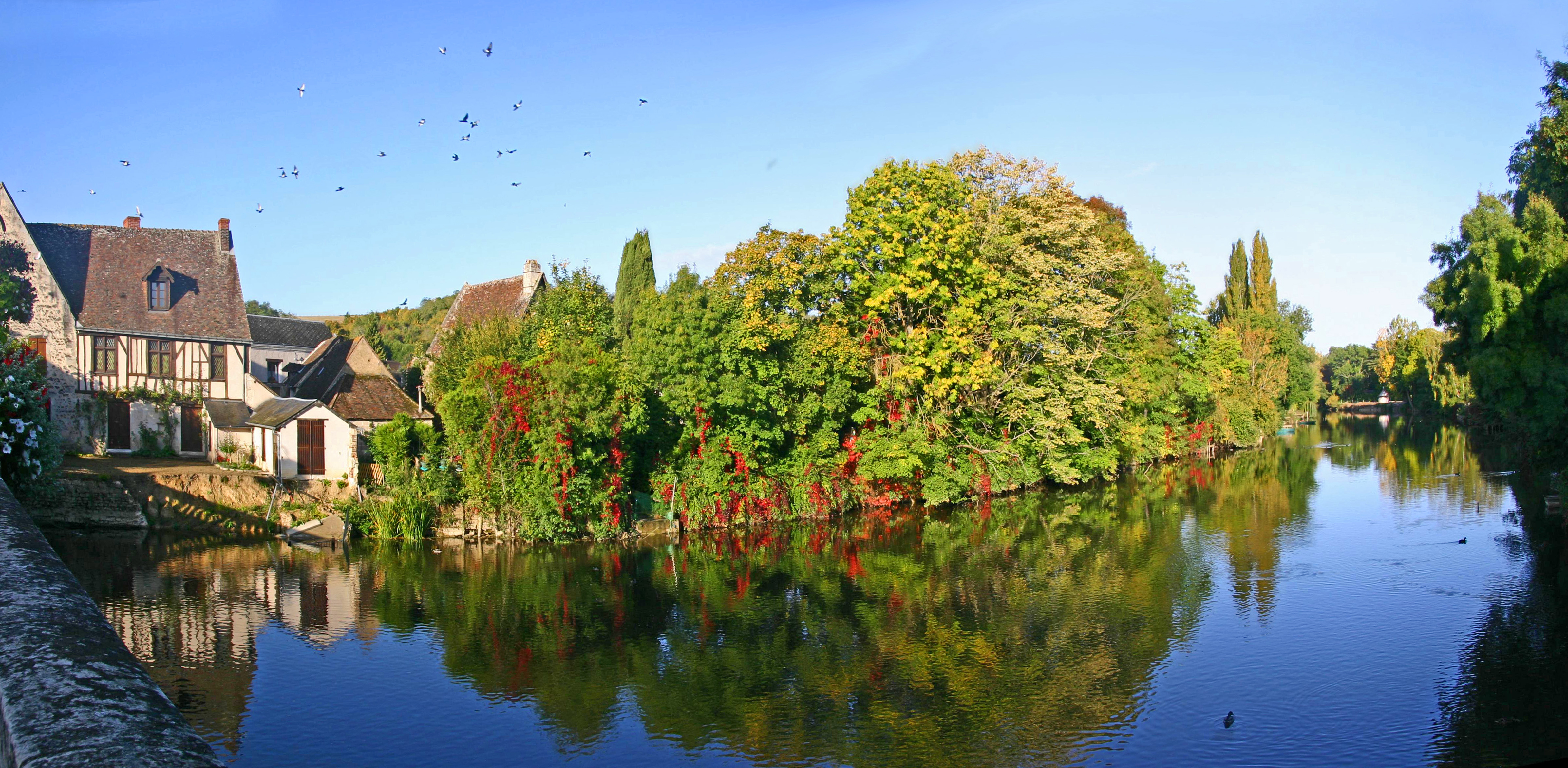
卢瓦河畔蒙图瓦尔
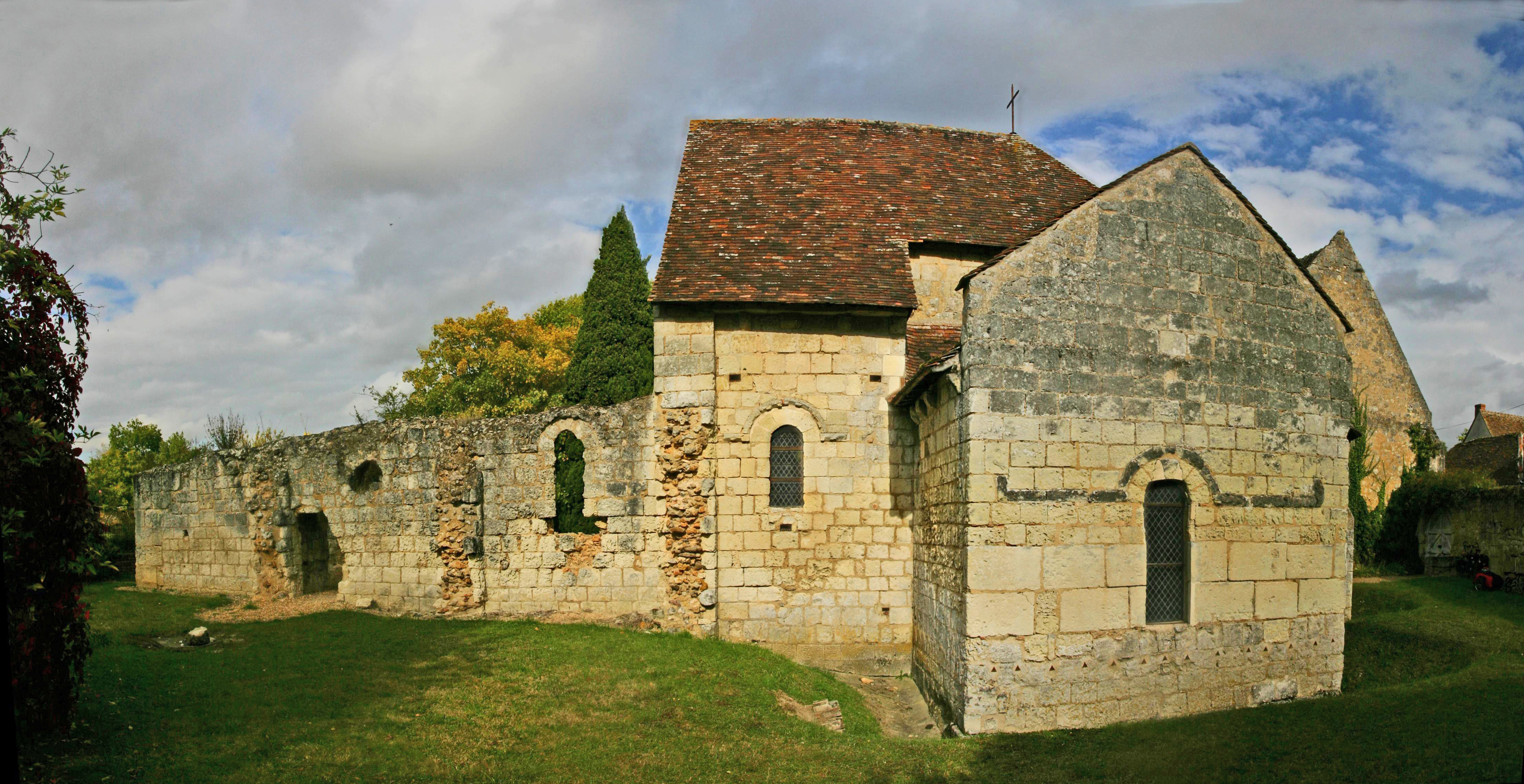
圣吉勒
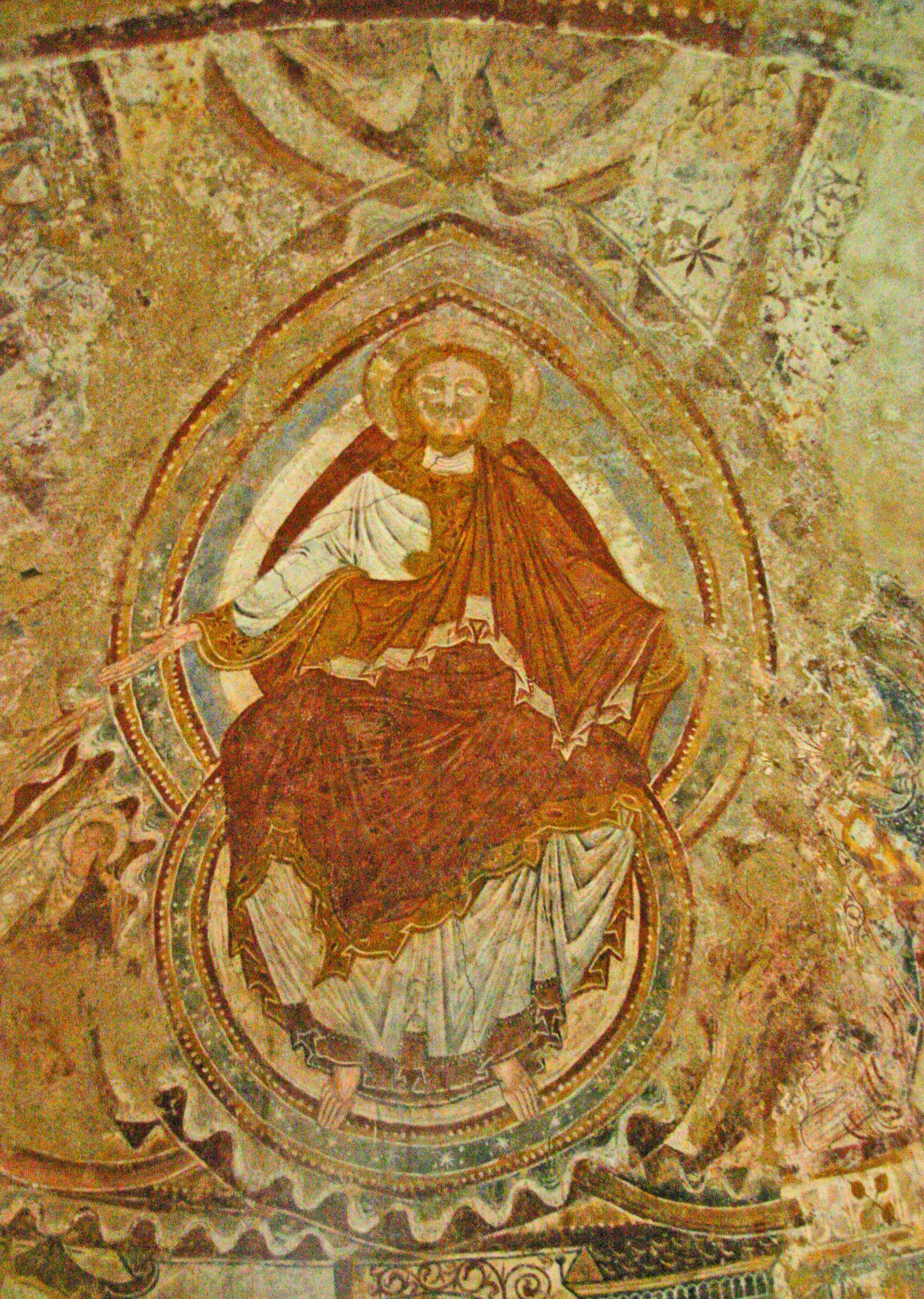
圣吉勒
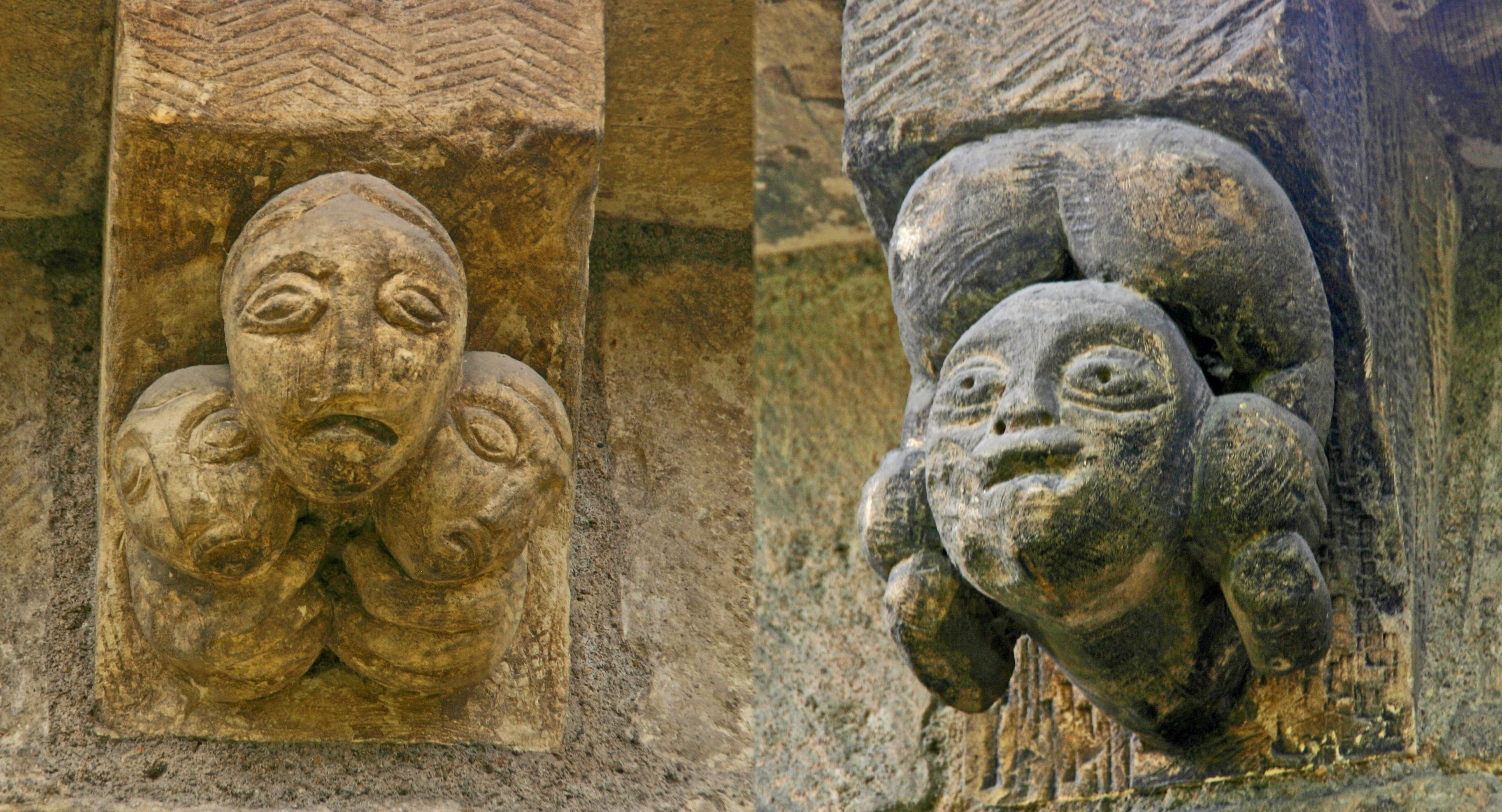
圣吉勒
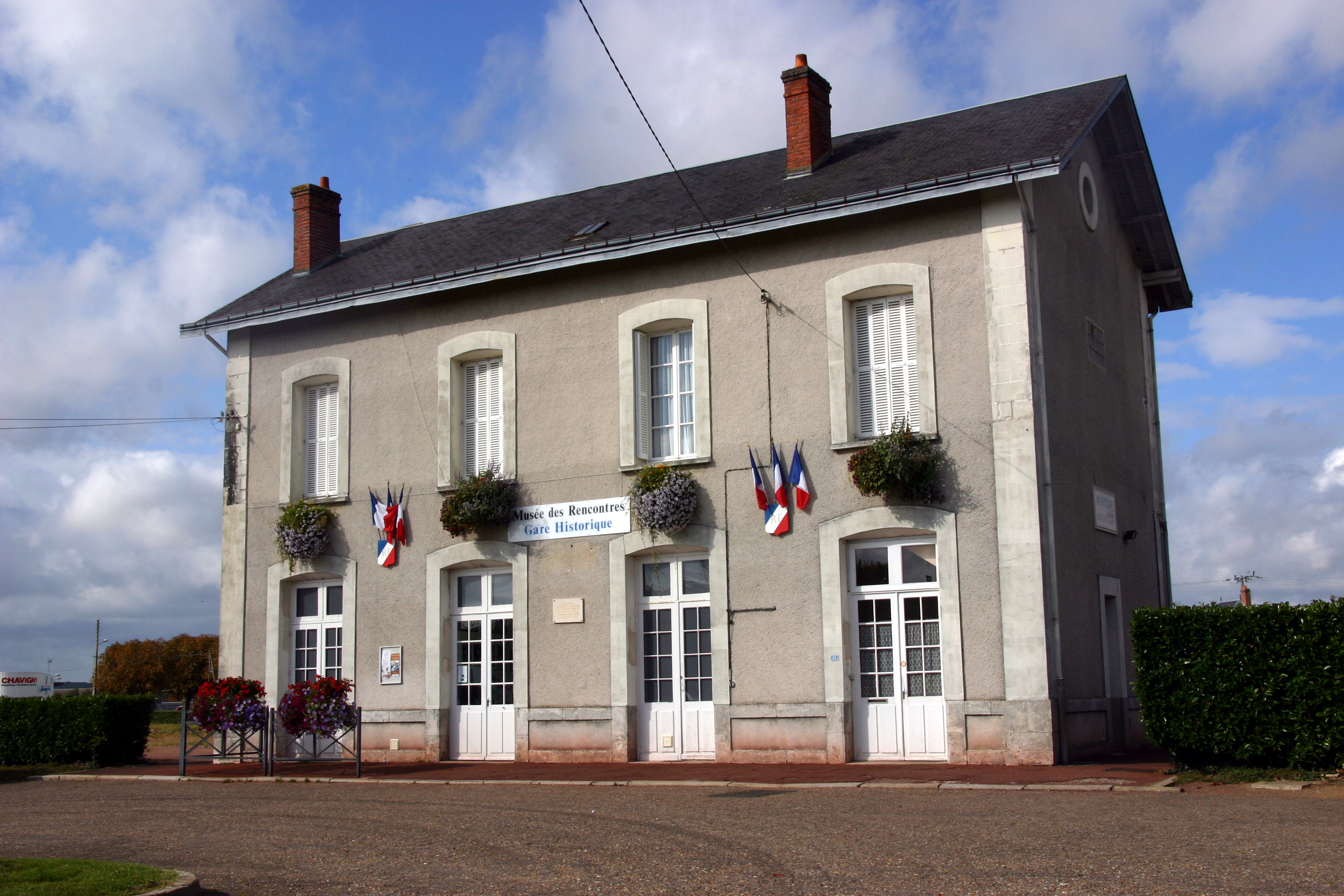
火车站